# Мигунов, Евгений Тихонович
Евге́ний Ти́хонович Мигуно́в (27 февраля 1921, Москва — 1 января 2004, там же) — советский и российский художник, иллюстратор, карикатурист, режиссёр и художник-постановщик мультфильмов, новатор в области рисованного и кукольного кино, а также педагог, теоретик, мемуарист и один из создателей современной школы русской мультипликации.

## Биография
Евгений и его сестра Нина родились в Москве в семье Тихона Григорьевича, служащего, и домохозяйки Марины Константиновны Мигуновых. У мальчика вскоре после появления на свет диагностировали врождённый паралич левой ноги (мать считала, что ребёнок пострадал из-за повреждения нерва, виня в этом врача). Хромота осталась у Евгения до конца его дней, причём он тщательно скрывал свой недуг, ведя активный образ жизни. В 1928 году мать внезапно умерла, и отец женился на её сестре Зинаиде, также служащей.
В 1938 году Мигунов окончил Московскую опытно-показательную школу-коммуну имени Пантелеймона Лепешинского, затем год отучился в художественной школе и в 1939 году поступил на только что открывшийся художественный факультет ВГИКа, в мастерскую художников-мультипликаторов под руководством Ивана Иванова-Вано. Учился вместе с Львом Мильчиным, Сюзанной Бялковской и Анатолием Сазоновым, на долгие годы ставшим его ближайшим другом и соавтором.
В 1941 году с началом Великой Отечественной войны добровольцем ушёл в ополчение, скрыв свою хромоту. Вместе с Сазоновым служил пулемётчиком в 38-м стрелковом полку 13-й стрелковой Ростокинской дивизии. Осенью 1941 года возобновил обучение, однако с началом битвы за Москву весь ВГИК был эвакуирован в Алма-Ату наряду с коллективами «Мосфильма» и «Ленфильма». Туда же вскоре прибыл Иванов-Вано и продолжил занятия со студентами.

### Мультипликатор
В 1943 году защитил диплом (раскадровка мультфильма по собственному сценарию в стихах «Давайте посмеёмся») и в сентябре того же года вернулся в Москву, где был зачислен в штат «Союзмультфильма» в качестве художника-постановщика. Вместе с Сазоновым участвовал в создании «Пропавшей грамоты» — первого полнометражного мультфильма студии, а также «Песенки радости»,  которая стала первым произведением «Союзмультфильма», отмеченным наградой на международном кинофестивале (бронзовая медаль и премия «За человечность» на VIII МКФ в Венеции).
В дальнейшем Мигунов работал один. Параллельно он принял участие в разработке программы для обучения художников-мультипликаторов и прорисовщиков на курсах при студии, преподавал конструкцию персонажа. Около года возглавлял цех прорисовки. Был членом художественного совета киностудии.
В 1948 году выступил художником-постановщиком фильма «Чемпион», ставшего формальным поводом для начала борьбы с «формализмом», «антропоморфизмом» и «диснеевщиной» в советской мультипликации. Мигунов в ответ создал эскизы для следующей картины «Полкан и Шавка» «издевательски натуралистичными», и, к его удивлению, они были приняты, став «золотым стандартом» на годы вперёд. Тем не менее именно здесь он впервые в мультипликации применил масляные краски для оформления фонов. В той же технике были выполнены и «Лесные путешественники».
В 1954 году дебютировал как режиссёр с первым в СССР послевоенным кукольным мультфильмом «Карандаш и Клякса — весёлые охотники». Ему пришлось заново запустить весь производственный процесс, попутно переосмыслив его. Мигунов подготовил техническую записку, где описал идеи подвижного штатива для покадровой съёмки объектов, каркаса кукол с фиксирующимися суставами и оболочкой из пенистого латекса. Совместно с механиком Семёном Этлисом он разработал техническую базу и запатентовал семь технологических новшеств и рацпредложений, которые используются до сих пор. Несмотря на успех картины, больше кукольных фильмов он не снимал.
Рисованный фильм «Знакомые картинки» (1957) по мотивам номеров Аркадия Райкина — первый за долгое время советский мультфильм, выполненный в карикатурной, условной манере. Его удалось «пробить» благодаря тому, что сатира Райкина не вязалась с «реалистичным» стилем тех лет. Вскоре и другие режиссёры начали экспериментировать, что привело к многообразию стилей в 1960-е годы.
Мигунов также участвовал в разработке первого сатирического (мультипликационного) журнала «Дятел», в котором «воскрешал» и обкатывал техники перекладки, «дорисовки» под камерой, полиэкрана, а также другие монтажные и пластические решения. Он же писал стихотворные тексты и перерабатывал предлагаемые сюжеты. Проект так и не был запущен, однако, по мнению историка анимации Георгия Бородина, многие идеи были впоследствии позаимствованы для организации киножурнала «Фитиль» и альманаха «Весёлая карусель».
Среди других нереализованных проектов был «Мир! Мир! Мир!!!», сценарий которого в 1959 году одобрил худсовет. Само существование этого фильма, как считает Георгий Бородин, означало для мультипликации не меньше, чем появление впоследствии на экране «Больших неприятностей» и «Истории одного преступления».

Это была заявка на принципиально новое режиссёрское мышление, знаменующая приход в анимацию по-настоящему авторского отношения к фильму. Многие наши фильмы 1970—80-х годов, в том числе прославленные, были в почти готовом виде «запрограммированы» в том давнем и забытом теперь даже специалистами сценарии.
— Георгий Бородин, историк анимации
В 1960 году был уволен со студии по статье 47 «б» Кодекса законов о труде (КЗОТ) 1922 г. («за недостатком помещений» или «в связи с частичным сокращением плана») после того, как представил дирекции раскадровку режиссёрского сценария «Маяковский по бюрократам» по мотивам «Прозаседавшихся» Владимира Маяковского.

### Художник
Начиная с 1959 года сотрудничал с журналами «Мурзилка», «Весёлые картинки», «Пионер» и «Крокодил», газетами «Правда», «Литературная газета» и «Вечерняя Москва», редактировал серию брошюр «Библиотека Крокодила», позже работал в книжной и журнальной графике, над карикатурами, а также над диафильмами. Он перенёс из мультипликации в полиграфию одно из главных свойств своих рисунков — динамичность: как правило, все его персонажи запечатлены в движении.
На протяжении многих лет сотрудничал с издательством «Детская литература», для которого иллюстрировал сказочные повести Александра Волкова из серии об Изумрудном городе (известной по названию первой части, за отсутствием общего наименования), книги Евгения Велтистова об Электронике и Кира Булычёва об Алисе Селезнёвой. С Булычёвым он работал почти 40 лет и даже подкинул писателю несколько оригинальных идей. Также известен благодаря иллюстрациям к книгам братьев Стругацких «Понедельник начинается в субботу» и «Сказка о Тройке». Причем к «ПНвС» он подготовил два варианта рисунков: первый — для издания 1965 года, второй, модернизированный, — для издания 1979 года.
Помимо прочего, Мигунов стал одним из разработчиков Олимпийского Мишки, талисмана XXII летних Олимпийских игр, состоявшихся в Москве в 1980 году. После того как художник Виктор Чижиков представил основной эскиз, Евгений Тихонович создал двадцать одну серию рисунков Миши в различных техниках (гуашь, сепия, силуэт и тому подобные), изобразив его занимающимся всеми олимпийскими видами спорта, встречающим и провожающим гостей, а также несущим олимпийский факел. Эти рисунки в дальнейшем послужили образцами для оформления стендов, рекламных щитов, календарей и прочей атрибутики.

### Последние годы
С 1994 года работал над собранием сочинений Кира Булычёва в трёх томах, создав сотни новых эскизов и иллюстраций, однако в итоге проект вылился в две тонкие книжки, и многие его рисунки так и не увидели свет. В 1999 году перенёс инсульт и, не имея больше возможности рисовать, продолжал контролировать процесс раскраски готовых эскизов.
Мигунов оставил после себя множество воспоминаний о жизни, творчестве и о людях, с которыми его сводила судьба, а также теоретические труды и эссе об искусстве карикатуры, шаржа, мультипликации, книжной иллюстрации, диафильма под общим заглавием «О, об и про…». Начиная с 1999 года публиковал некоторые тексты в журналах «Кинограф» и «Киноведческие записки», а также на сайте «Аниматор.ру». Сам Мигунов называл эти тетради главным итогом своей жизни и выражал надежду, что они не пропадут и дойдут до людей.
Скончался в Москве 1 января 2004 года. Похоронен на Миусском кладбище.

### Семья
Жена Нина Романовна Караваева (1918—2005), которая также работала на «Союзмультфильме» мультипликатором. Они поженились в 1945 году. В 1960 году она вместе с мужем покинула студию. Супруги воспитывали дочь от первого брака Нины Романовны — Елену Павловну Зарубину (Караваеву), которая в настоящий момент является наследницей авторских прав художника. Архив Мигунова был передан в Музей кино.

## Фильмография
Художник-постановщик
- 1945 — Зимняя сказка
- 1945 — Пропавшая грамота
- 1946 — Песенка радости
- 1947 — Весёлый огород
- 1947 — Квартет
- 1948 — Слон и муравей
- 1948 — Чемпион
- 1949 — Полкан и Шавка
- 1950 — Дедушка и внучек
- 1950 — Когда зажигаются ёлки (приз за лучший детский фильм на VII МКФ в Карловых Варах, 1951)[8]
- 1950 — Кто первый?
- 1951 — Лесные путешественники
- 1953 — Волшебный магазин
- 1954 — Карандаш и Клякса — весёлые охотники
- 1955 — Трубка и медведь
- 1955 — Это что за птица?
- 1957 — Знакомые картинки
- 1957 — Шестому Всемирному
- 1959 — Ровно в три пятнадцать

Режиссёр
- 1954 — Карандаш и Клякса — весёлые охотники
- 1955 — Это что за птица? (также текст песенки)
- 1957 — Знакомые картинки
- 1957 — Шестому Всемирному
- 1959 — Ровно в три пятнадцать

Художник
- 1943 — Краденое солнце
- 1958 — Поэма о море

Сценарист
- 1954 — Карандаш и Клякса — весёлые охотники
- 1957 — Шестому Всемирному
- 1959 — Пересолил

## Награды
- орден Отечественной войны II степени (20 октября 1987)[22];
- медаль «За трудовую доблесть» — за достижения в области цветного кино[23][24];
- золотая медаль за участие в выставке «Сатира в борьбе за мир» (1983 год)[8].